# UFC All Access
UFC All Access fue un reality show de televisión que se emitió en Spike TV.  Conducido por Rachelle Leah, UFC All Access iba detrás de las escenas en las vidas de peleadores de artes marciales mixtas que competían en Ultimate Fighting Championship, mientras ellos entrenaban para sus próximas peleas. Usualmente se transmitía durante la semana anterior a un evento de pay-per-view. Spike TV detuvo la producción de la serie en marzo de 2010.

## Peleadores destacados
- 2006-02-23: Rich Franklin
- 2006-04-10: Andrei Arlovski
- 2006-07-03: Tito Ortiz
- 2006-08-21: Renato Sobral
- 2006-11-13: Matt Hughes
- 2006-12-28: Chuck Liddell
- 2007-04-04: Georges St-Pierre
- 2007-05-21: Quinton Jackson
- 2007-07-02: Sean Sherk
- 2007-08-23: Randy Couture
- 2007-09-20: Forrest Griffin
- 2007-12-27: Wanderlei Silva
- 2008-01-31: Brock Lesnar
- 2008-10-24: Anderson Silva